# Узонские источники
Узонские источники — минеральные источники на полуострове Камчатка. Находятся на территории Елизовского района Камчатского края России.

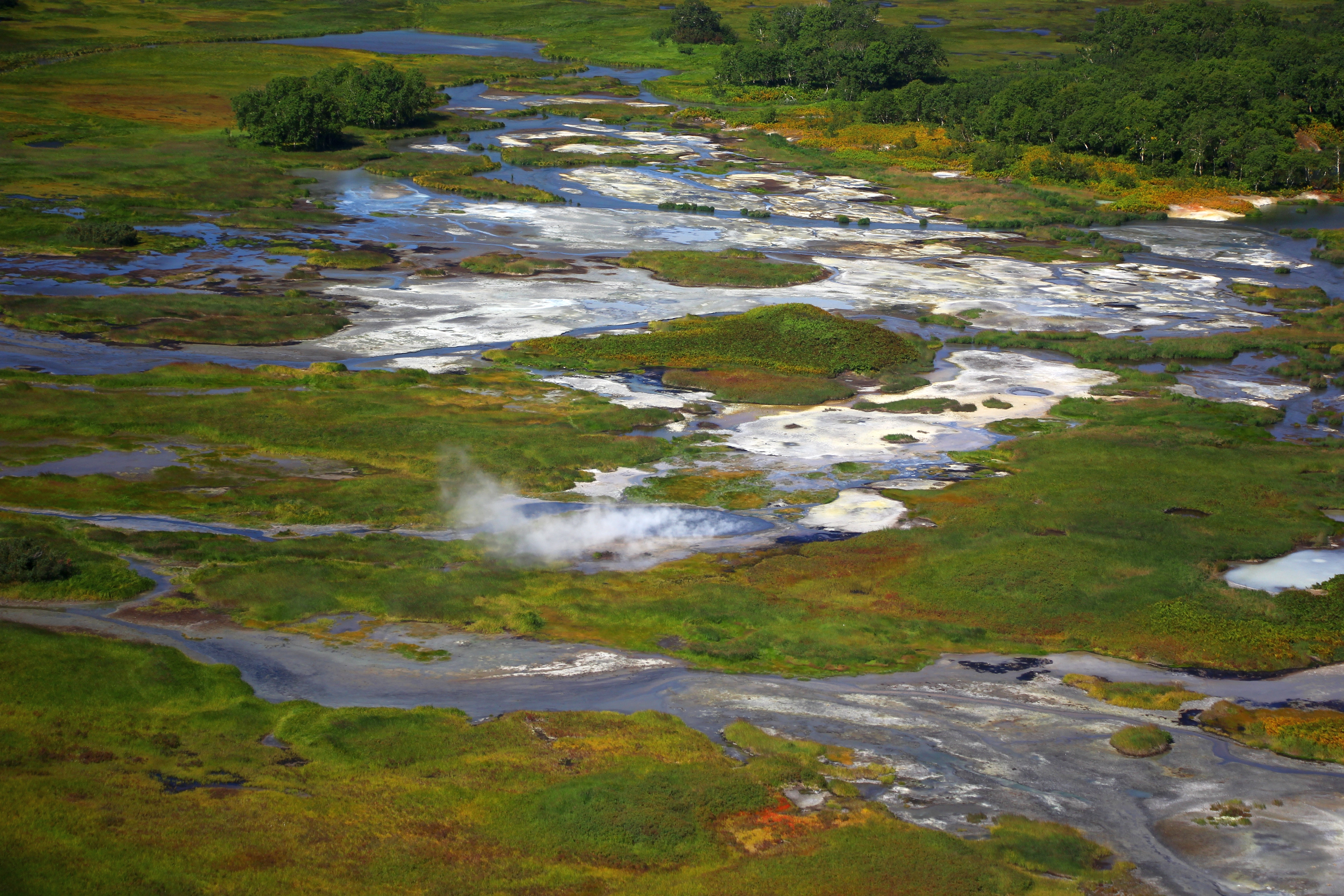
Узонские термальные поля (снято с вертолёта)

Открыты геологом Карлом Дитмаром в 1854 году. Первые химические исследования терм провёл советский вулканолог Б. И. Пийп в 1933 году.
Расположены в кальдере Узон. В её центре разгружается несколько сотен горячих источников, которые подпитывают многочисленные озерца. По составу вод углекислые, серные. В некоторых ключах зафиксирован радон. Дебит суммарный источников — около 80 л/с.
На площади около 15 км² сосредоточено несколько участков различных по величине тепловой активности выходов горячих источников. Самое большое объединение этих участков — Восточное термальное поле, протянулось на 1,5 км при ширине до 400 м, где наиболее интенсивная гидротермальная деятельность происходит в центральной и западной его части. Здесь различают несколько небольших, но хорошо выраженных термальных площадок — Цепочка, Северная, Оранжевая, Восьмерка и Крайняя. Западное термальное поле имеет размеры 350×300 м, оно полностью лишено растительности.
В кальдере Узон зафиксированы все возможные формы поверхностной гидротермальной деятельности, присущие зонам разгрузки перегретых вод — большое бурлящих воронок и кипящих грифонов с выбросом воды на высоту до 0,5 м, многочисленные грязевые котлы и вулканчики, в разной степени прогретые площадки с рассредоточенными выходами газопаровых струй.
Многочисленны кратероподобные воронки глубиной 25-40 м и диаметром 25-150 м правильной овальной формы, занятые горячими озёрами, на дне которых разгружается вода температурой 115—126 °C.

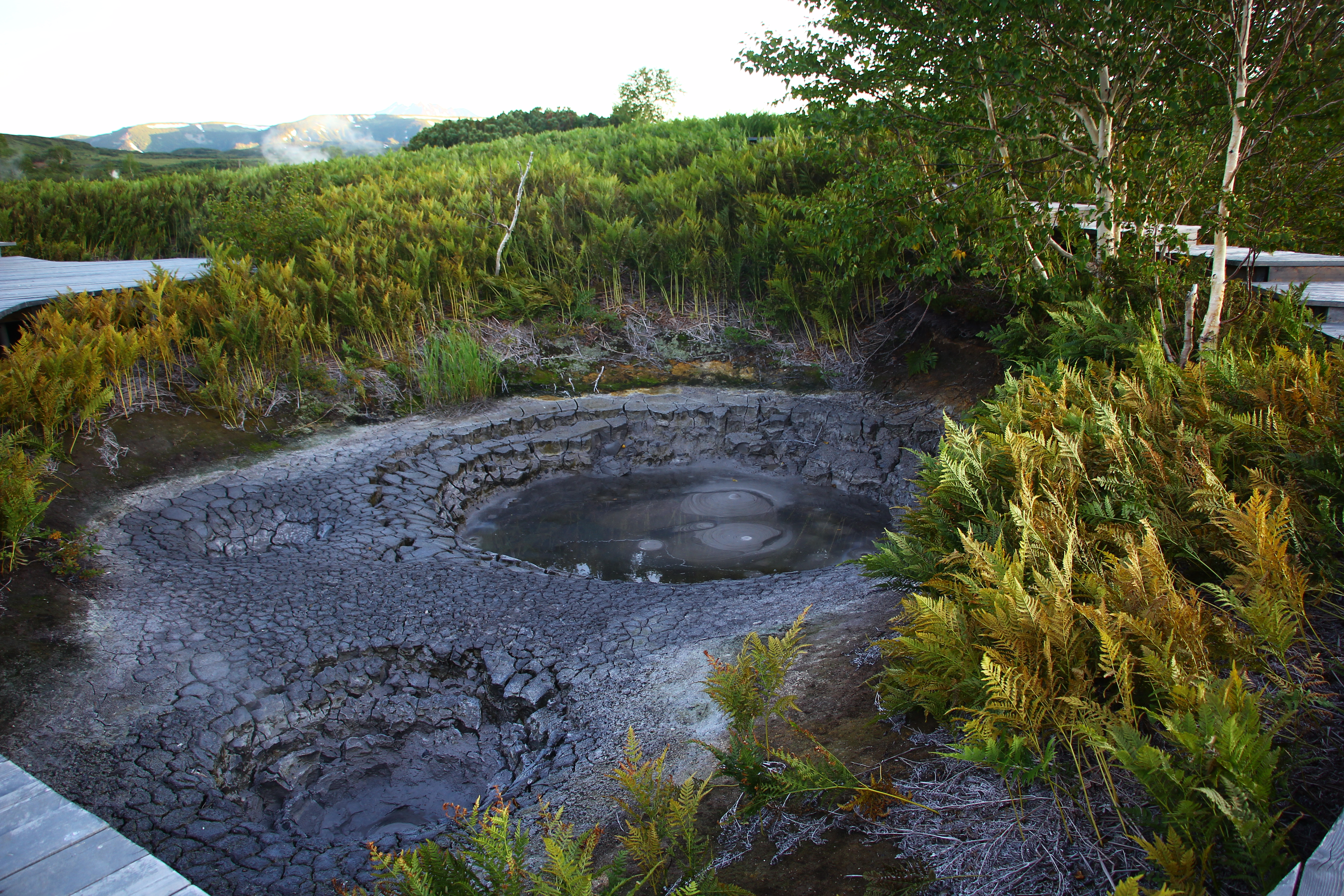
Грязевой котёл на Узоне
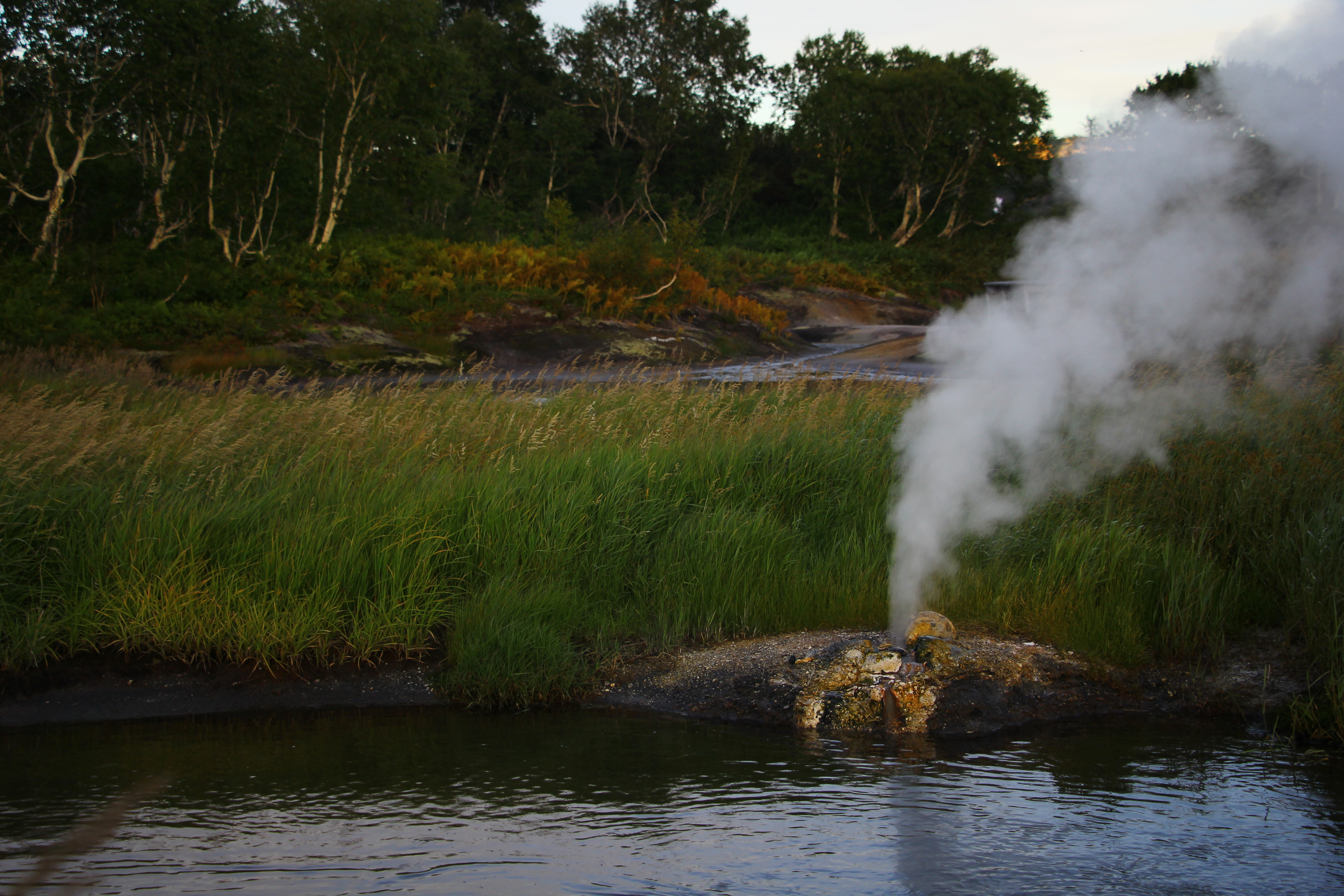
Вулканчик
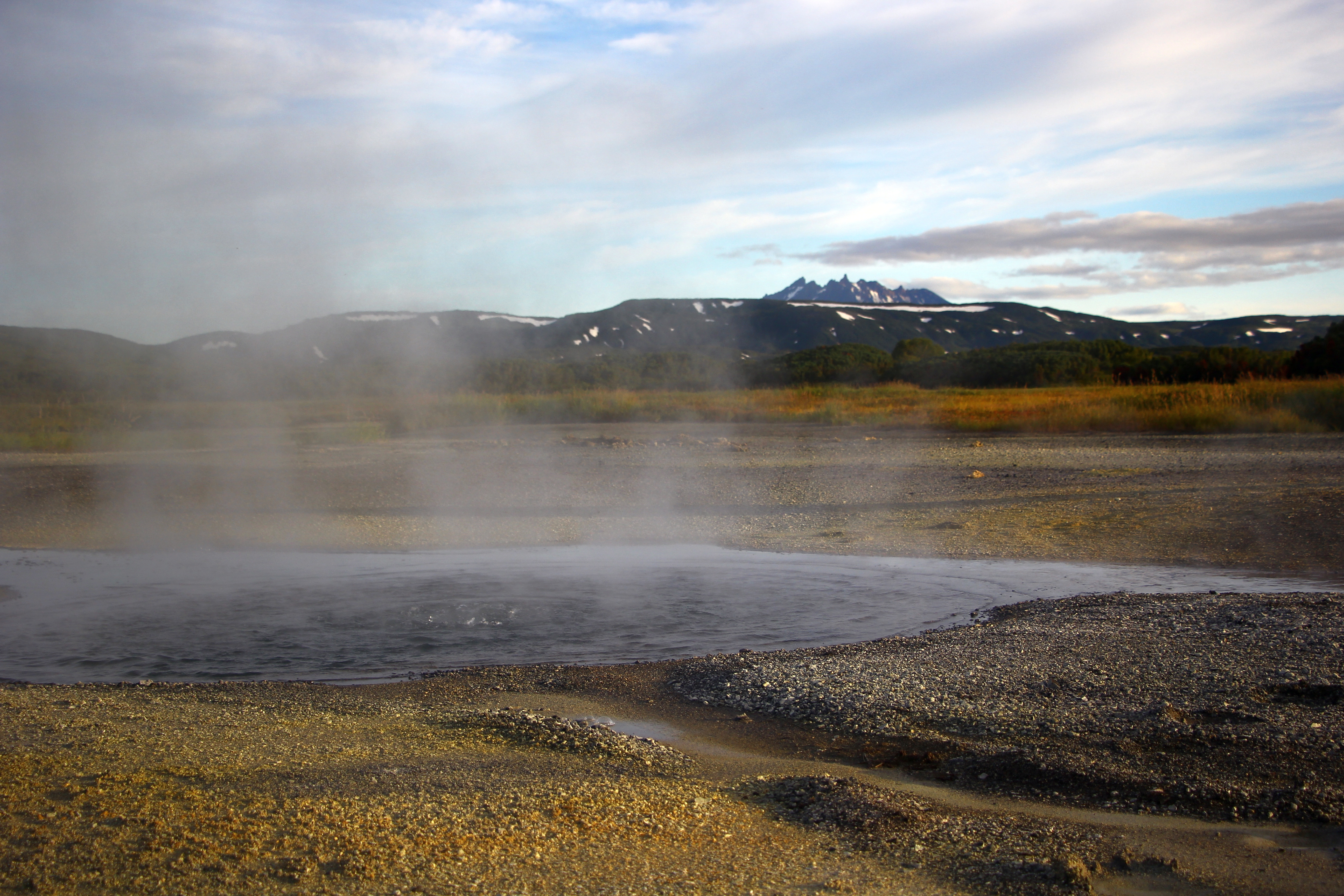
Кипящее озеро на Узоне
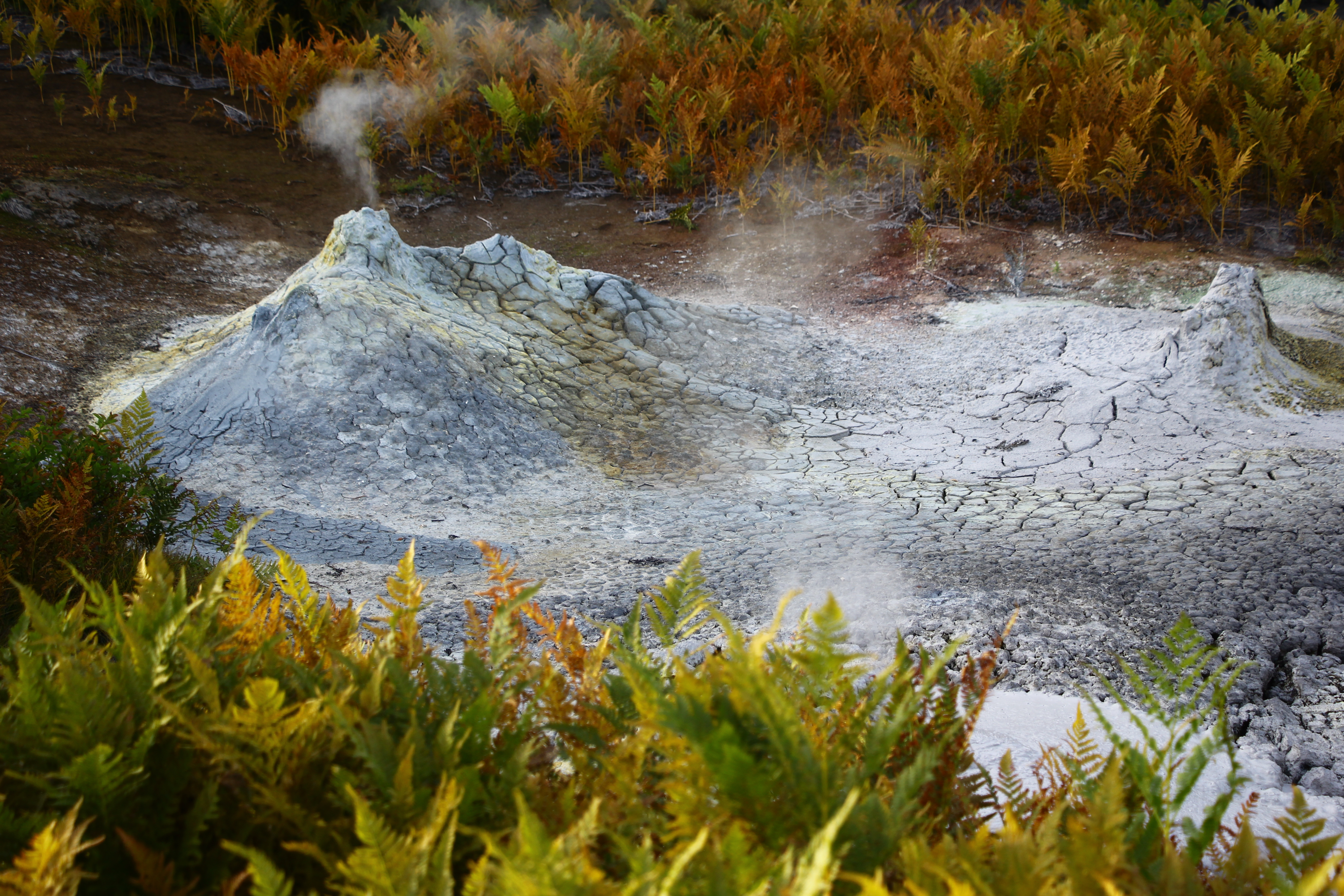
Грязевые вулканчики
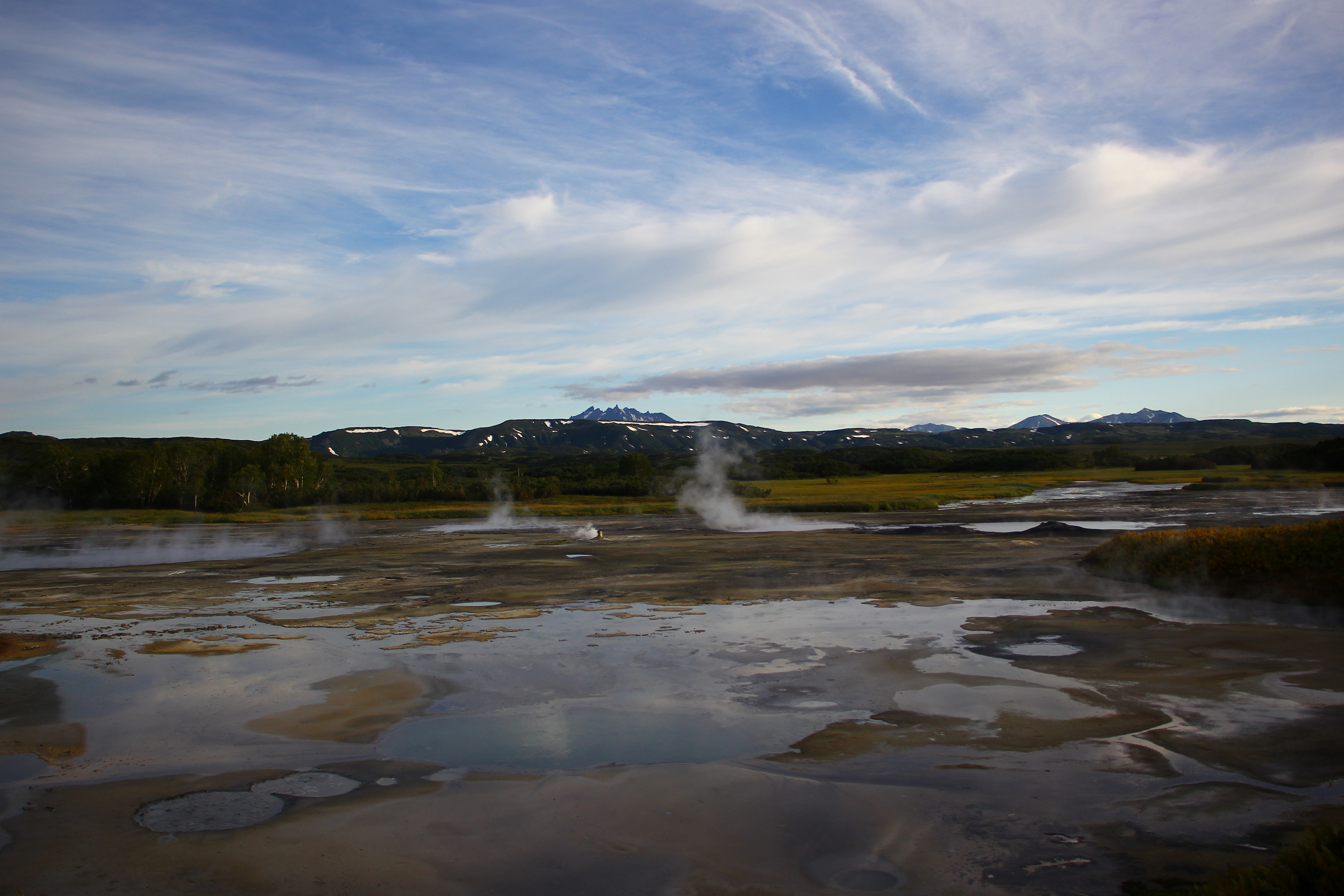
Узон